# Renswoudebrug
De Renswoudebrug (brug 1316) is een bouwkundig kunstwerk in Amsterdam-Zuid.
De brug is gelegen in de Meerkerkdreef daar waar hij zonder enige directe verbinding kruist met het Reigersbospad en de Renswoudestraat. Deze ongelijkvloerse kruising is het gevolg van strikte scheiding van verkeersstromen. De dreef heeft snel verkeer, pad en straat langzaam verkeer. De brug overspant behalve voet- en fietspad tevens een gracht (uitloper van de Passewaaigracht) en nogmaals een voetpad. Het viaduct werd aangelegd in de periode dat de Meerkerkdreef nog te boek stond als Veenendaaldreef.
Het ontwerp is afkomstig van Dirk Sterenberg werkend bij de Dienst der Publieke Werken. De brug is circa twintig meter breed en 33 meter lang. In 1981 begon het heiwerk met voorgespannen betonpalen. De brug kreeg in het jaar van bouwen (1981) via het talud twee voetpaden naar bushaltes die net ten oosten van de brug lagen. Deze bushaltes die in 1982 in gebruik werden genomen hadden in- en uitvoegstroken op de brug; toen die halte in 1994 werd opgeheven was de brug eigenlijk veel te breed voor het verkeersaanbod. Sterenberg was ook kunstenaar hetgeen hier terug te vinden is in reliëfs op de brugpijlers. In het verleden was het reliëf rood geschilderd. Ook de borstweringen lijken op abstracte kunstwerken. De originele balustrade en leuningen, die op oude foto’s nog wit oplichten zijn in de loop der jaren vervangen door houten schotten.
De brug ging tot en met 2018 naamloos door het leven, maar werd toen vernoemd naar de onderliggende straat Renswoudestraat, op zich vernoemd naar dorp Renswoude.

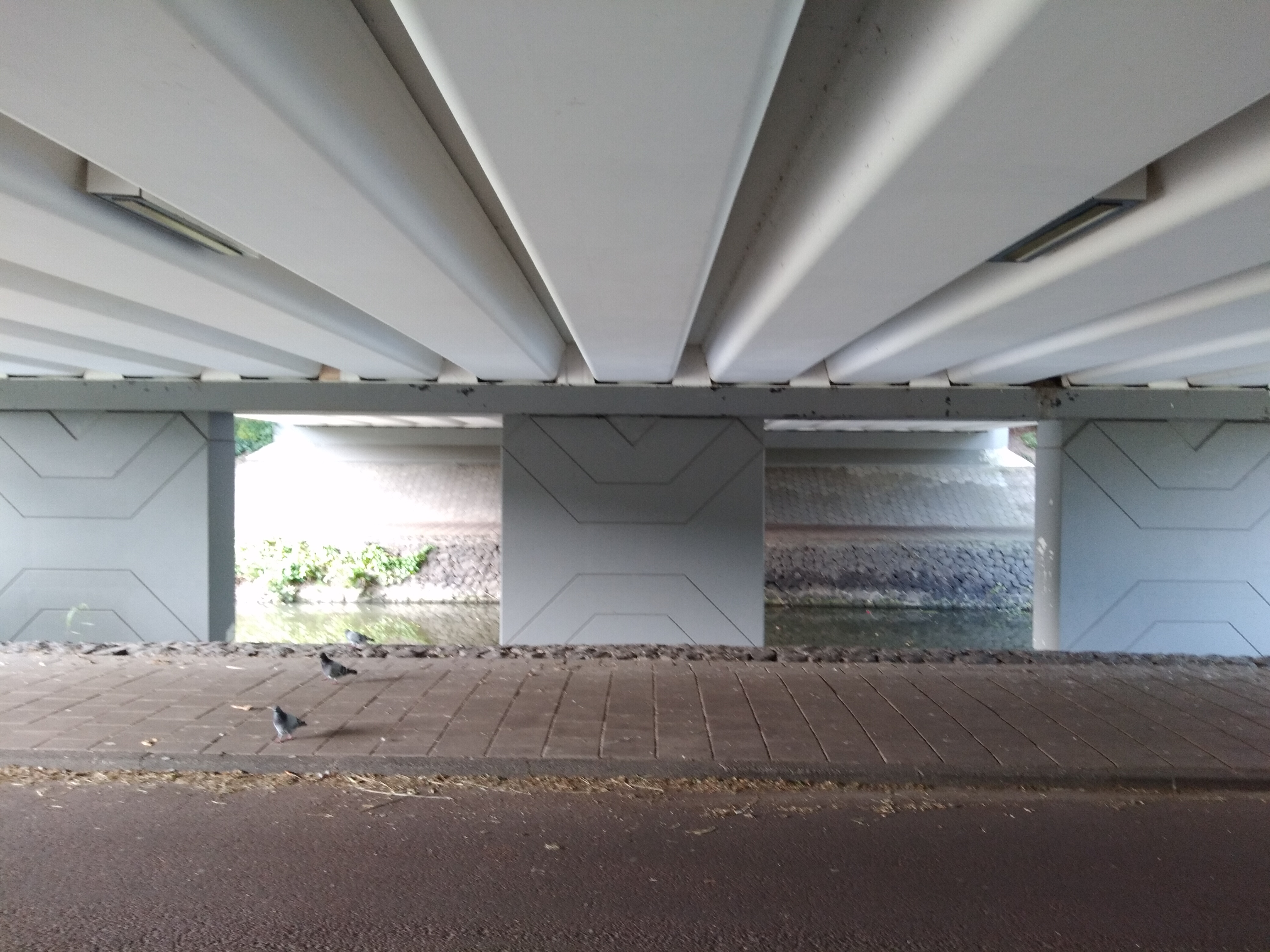
Brugpijlers met reliëf (september 2021)

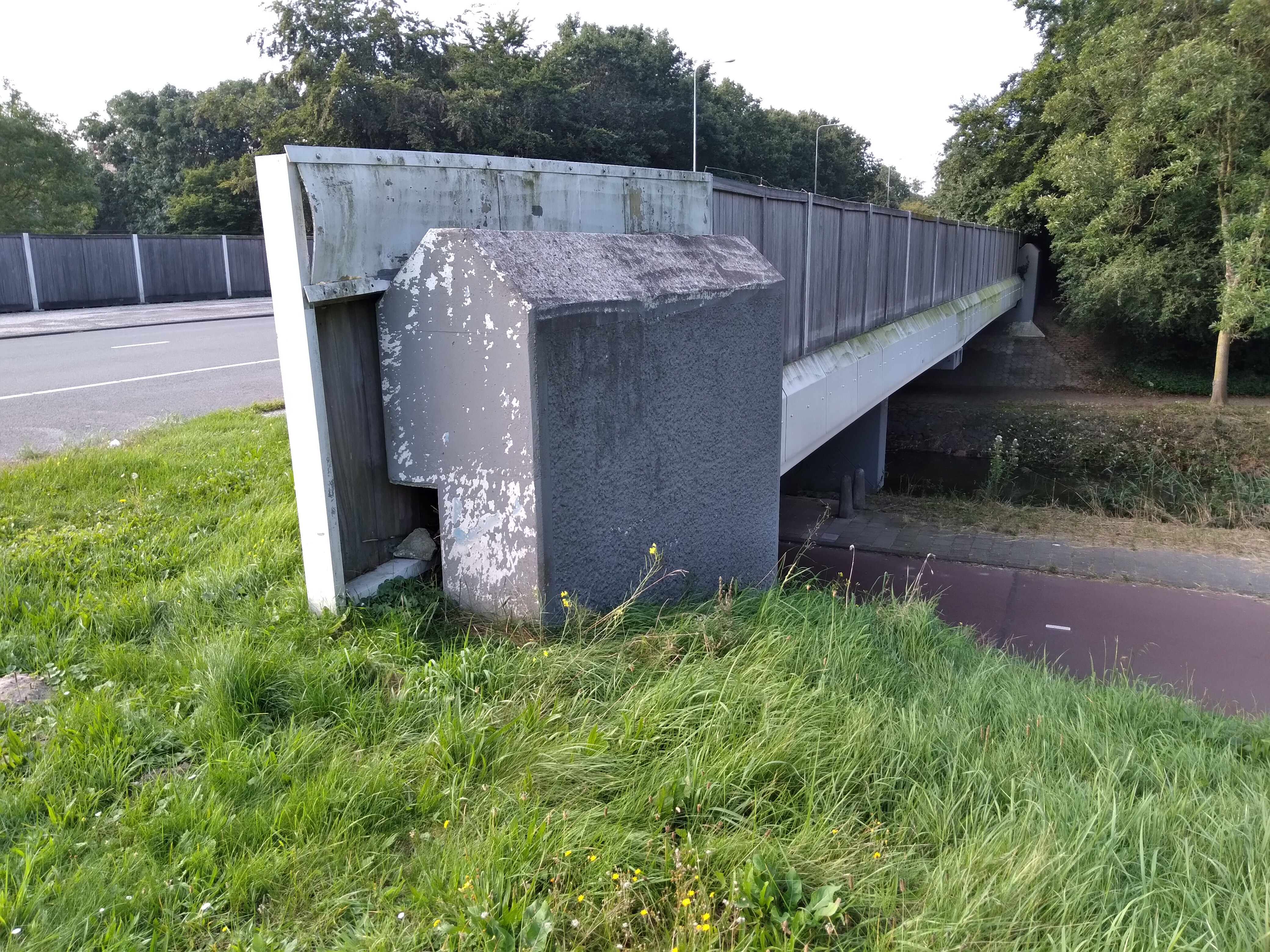
Borstwering en balustrade (september 2021)

<<< · 1301 · 1302 · 1303 · 1304 · 1305 · 1306 · 1307 · 1308 · 1309 · 1311 · 1312 · 1313 · 1314 · 1315 · 1316 · 1317 · 1319 · 1320 · 1321 · 1322 · 1323 · 1324 · 1325 · 1326 · 1327 · 1328 · 1329 · 1330 · 1331 · 1332 · 1333 · 1334 · 1335 · 1336 · 1337 · 1338 · 1339 · 1340 · 1342 · 1343 · 1344 · 1345 · 1346 · 1347 · 1348 · 1349 · 1350 · 1351 · 1352 · 1353 · 1354 · 1355 · 1356 · 1357 · 1358 · 1359 · 1360 · 1361 · 1362 · 1363 · 1364 · 1365 · 1366 · 1367 · 1368 · 1373 · 1375 · 1376 · 1377 · 1378 · 1379 · 1380 · 1381 · 1382 · 1383 · 1384 · 1385 · 1386 · 1387 · 1388 · 1389 · 1390 · 1391 · 1392 · 1396 · 1397 · 1398 · 1399 · >>>
Brugnummers 1300, 1318, 1341, 1369-1372, 1374, 1393, 1394, 1395 zijn niet vergeven. 1310 is gesloopt; brug 1318 is nooit gebouwd in verband met niet aanleggen Veenendaaldreef.